# Bulbophyllum brevipedunculatum
Bulbophyllum brevipedunculatum är en orkidéart som beskrevs av T.C.Hsu och Shih Wen Chung. Bulbophyllum brevipedunculatum ingår i släktet Bulbophyllum och familjen orkidéer.
Artens utbredningsområde är Taiwan. Inga underarter finns listade i Catalogue of Life.